# Verbandsgemeinde Bad Marienberg (Westerwald)
Die Verbandsgemeinde Bad Marienberg (Westerwald) ist eine Gebietskörperschaft im Westerwaldkreis in Rheinland-Pfalz. Der Verbandsgemeinde gehören die Stadt Bad Marienberg (Westerwald) sowie 17 weitere Ortsgemeinden an, der Verwaltungssitz ist in der namensgebenden Stadt Bad Marienberg.

## Verbandsangehörige Gemeinden
| Ortsgemeinde, Stadt                          | Fläche (km²) | Einwohner |
| -------------------------------------------- | ------------ | --------- |
| Bad Marienberg (Westerwald), Stadt           | 9,96         | 6.279     |
| Bölsberg                                     | 1,46         | 217       |
| Dreisbach                                    | 4,62         | 578       |
| Fehl-Ritzhausen                              | 4,02         | 785       |
| Großseifen                                   | 1,52         | 614       |
| Hahn bei Marienberg                          | 2,20         | 445       |
| Hardt                                        | 1,88         | 452       |
| Hof                                          | 8,10         | 1.195     |
| Kirburg                                      | 4,05         | 613       |
| Langenbach bei Kirburg                       | 5,51         | 1.080     |
| Lautzenbrücken                               | 4,28         | 440       |
| Mörlen                                       | 3,07         | 537       |
| Neunkhausen                                  | 7,89         | 1.030     |
| Nisterau                                     | 3,26         | 838       |
| Nistertal                                    | 3,93         | 1.181     |
| Norken                                       | 6,05         | 953       |
| Stockhausen-Illfurth                         | 3,24         | 418       |
| Unnau                                        | 8,11         | 1.942     |
| Verbandsgemeinde Bad Marienberg (Westerwald) | 83,13        | 19.597    |

(Einwohner am 31. Dezember 2023)

## Bevölkerungsentwicklung
Die Entwicklung der Einwohnerzahl bezogen auf das heutige Gebiet der Verbandsgemeinde Bad Marienberg (Westerwald); die Werte von 1871 bis 1987 beruhen auf Volkszählungen:
| Jahr | Einwohner |
| 1815 | 4.753     |
| 1835 | 6.169     |
| 1871 | 6.481     |
| 1905 | 7.921     |
| 1939 | 11.270    |
| 1950 | 11.992    |

| Jahr | Einwohner |
| 1961 | 12.790    |
| 1970 | 15.339    |
| 1987 | 16.638    |
| 1997 | 19.824    |
| 2005 | 19.864    |
| 2023 | 19.597    |

## Politik

### Verbandsgemeinderat
Der Verbandsgemeinderat Bad Marienberg (Westerwald) besteht aus 32 ehrenamtlichen Ratsmitgliedern, die bei der Kommunalwahl am 9. Juni 2024 in einer personalisierten Verhältniswahl gewählt wurden, und dem hauptamtlichen Bürgermeister als Vorsitzendem.
Die Sitzverteilung im Verbandsgemeinderat:
| Wahl | SPD | CDU | Grüne | FDP | FWG | Gesamt   |
| ---- | --- | --- | ----- | --- | --- | -------- |
| 2024 | 13  | 17  | 2     | –   | –   | 32 Sitze |
| 2019 | 15  | 12  | 5     | –   | –   | 32 Sitze |
| 2014 | 17  | 13  | –     | 2   | –   | 32 Sitze |
| 2009 | 16  | 10  | 2     | 2   | 2   | 32 Sitze |
| 2004 | 16  | 13  | 2     | 2   | 3   | 36 Sitze |

### Bürgermeister
Andreas Heidrich (SPD) wurde am 1. Januar 2018 Bürgermeister der Verbandsgemeinde Bad Marienberg. Bei der Direktwahl am 7. Mai 2017 wurde er mit einem Stimmenanteil von 60,9 % für acht Jahre in dieses Amt gewählt.
Bisherige Bürgermeister:
| 1972–1984: | Heinz Seiler (SPD)     |
| 1984–1992: | Klaus Knoche (SPD)     |
| 1992–2017: | Jürgen Schmidt (SPD)   |
| ab 2018:   | Andreas Heidrich (SPD) |

### Wappen
Blasonierung: „Schräggeteilt durch einen silber-rot geschachten Balken zu zwei Reihen, oben in Blau ein rotbewehrter und -gezungter goldener Löwe, bestreut mit 7 goldenen Schindeln, unter in Silber ein durchgehendes schwarzes Balkenkreuz.“
Wappenerklärung: Der Löwe ist der Nassauische Löwe, das schwarze Kreuz in Silber steht für Kurköln und der geschachte Balken für die Zisterzienserabtei Marienstatt, in deren Herrschaften Marienberg lag.